# Greentop
Greentop is een plaats (city) in de Amerikaanse staat Missouri, en valt bestuurlijk gezien onder Adair County en Schuyler County.

## Demografie
Bij de volkstelling in 2000 werd het aantal inwoners vastgesteld op 427.
In 2006 is het aantal inwoners door het United States Census Bureau geschat op 426, een daling van 1 (-0,2%).

## Geografie
Volgens het United States Census Bureau beslaat de plaats een oppervlakte van
2,1 km², geheel bestaande uit land. Greentop ligt op ongeveer 299 m boven zeeniveau.

## Plaatsen in de nabije omgeving
De onderstaande figuur toont nabijgelegen plaatsen in een straal van 20 km rond Greentop.